# Claude-André Férigoule
Claude André Férigoule, né le 19 avril 1863 à Avignon et mort le 6 août 1946 à Arles, est un sculpteur et dessinateur français, actif principalement dans la région d'Avignon.

## Biographie
Claude-André Férigoule naît en 1863 à Avignon, Hameau Champfleury, dans une famille d'agriculteurs.
Élève d'Alexandre Falguière, ami de Frédéric Mistral, il est nommé directeur de l'école des beaux-arts d'Arles de 1897 à 1924 et participe à la fondation du Museon Arlaten, musée départemental d'ethnographie. Il meurt dans cette ville en 1946.

## Collections publiques
- Arles, Cimetière central d’Arles ville
  - Statue d'un zouave, 1897[2]
- Arles, Museon Arlaten, dioramas :
  - La Veillée Calendale[3]
  - La Visite à l’accouchée[4]
  - L’Arlésienne en prière dite Pregarello[5]
  - L’Atelier de la Couturière[6]
- Avignon, allées de l'Oulle : Monument du centenaire de l’annexion d’Avignon et du Comtat Venaissin à la France, en collaboration avec le sculpteur Félix Charpentier[7]
- Avignon, place Guillaume Puy : Buste de Guillaume Puy[8]
- Châteaurenard : Fontaine de la Durance[9]
- Salon-de-Provence : Monument à Antoine-Blaise Crousillat[10]
- Sérignan-du-Comtat : Monument à Antony Réal[11]

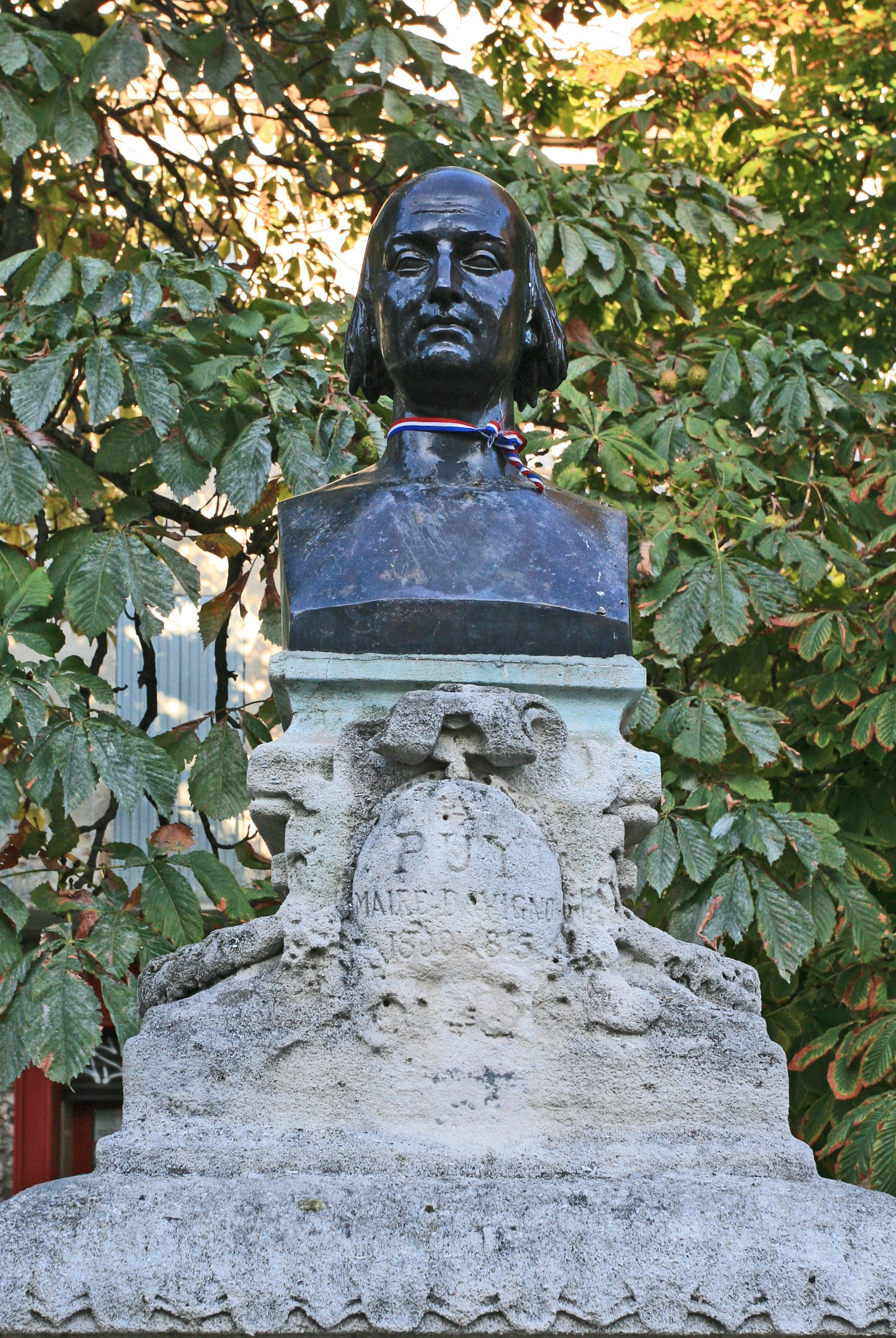
Buste de Guillaume Puy, Avignon, place Guillaume Puy.
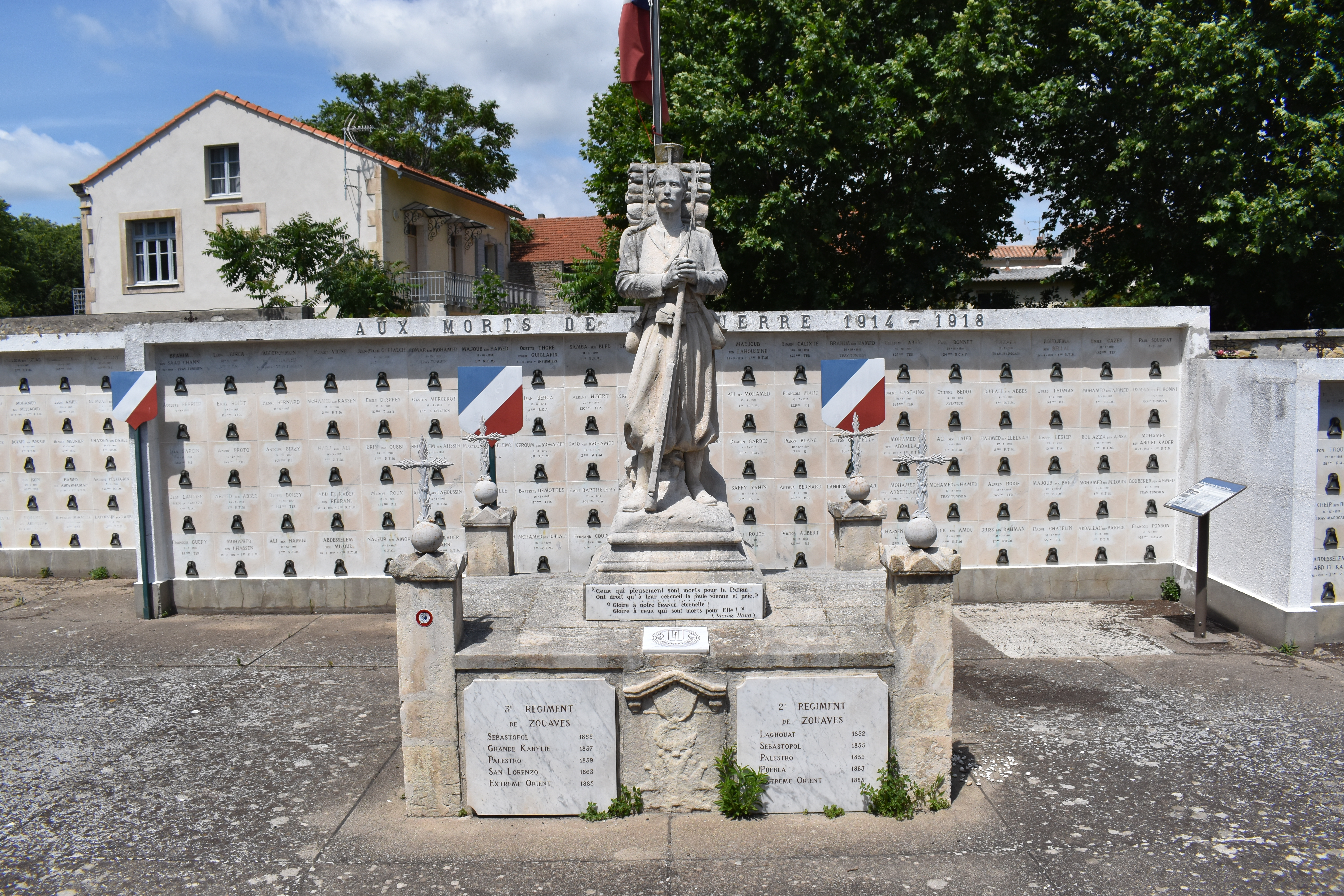
Statue d'un zouave, Arles, Cimetière central d’Arles ville.